# IC 5030
IC 5030 је спирална галаксија у сазвјежђу Микроскоп која се налази на листи објеката дубоког неба у Индекс каталогу.
Деклинација објекта је - 29° 42' 11" а ректасцензија 20h 43m 34,3s. Привидна величина (магнитуда) објекта IC 5030 износи 12,5 а фотографска магнитуда 13,2. Налази се на удаљености од 33,783 милиона парсека од Сунца. IC 5030 је још познат и под ознакама IC 5007, IC 5041, IC 5047, ESO 463-21, MCG -5-49-2, IRAS 20405-2953, AM 2040-295, PGC 65258.